# Чемпионат мира по фехтованию 1934
Чемпионат мира по фехтованию в 1934 году проходил в Варшаве (Польша). На момент проведения он считался европейским турниром, а статус чемпионата мира ему был присвоен задним числом в 1937 году. Среди мужчин соревнования проходили в личном и командном зачёте по фехтованию на саблях, рапирах и шпагах, среди женщин — только первенство на рапирах.

## Общий медальный зачёт
| Место | Страна              | Золото | Серебро | Бронза | Всего |
| ----- | ------------------- | ------ | ------- | ------ | ----- |
| 1     | Королевство Венгрия | 5      | 1       | 1      | 7     |
| 2     | Королевство Италия  | 2      | 4       | 2      | 8     |
| 3     | Франция             | 1      | 1       | 0      | 2     |
| 4     | Нацистская Германия | 0      | 1       | 2      | 3     |
| 4     | Швеция              | 0      | 1       | 2      | 3     |
| 5     | Великобритания      | 0      | 0       | 1      | 1     |
| 5     | Польша              | 0      | 0       | 1      | 1     |
| Всего | Всего               | 8      | 8       | 9      | 25    |

## Медалисты

### Мужчины
| Дисциплина                  | Золото | Серебро | Бронза |
| --------------------------- | --- | --- | --- |
| Шпага Личное первенство     | Паль Дунаи | Густаф Дюрссен | Ханс Дракенберг |
| Шпага Командное первенство  | Франция · Жорж Бюшар · Филипп Катьо · Мишель Годен · Рене Лемуэн · Мишель Пешё · Жан Пьо                           | Италия · Джанкарло Брузати · Джанкарло Корнаджа-Медичи · Роберто Батталья · Саверио Раньо · Джорджо Растелли · Франко Риккарди | Швеция · Ханс Дракенберг · Густаф Дюрссен · Карл Грипенстедт · Нильс Хельстен · Свен Тофельт · Бертиль Угла          |
| Рапира Личное первенство    | Джулио Гаудини | Густаво Марци | Джорджо Боккино |
| Рапира Командное первенство | Италия · Джорджо Боккино · Манлио Ди Роза · Джулио Гаудини · Джоаккино Гваранья · Густаво Марци · Джулиано Ностини | Франция · Рене Буньоль · Андре Гардер · Эдвар Гардер · Мишель Годен · Рене Лемуэн                                              | Нацистская Германия · Эрвин Касмир · Юлиус Айзенеккер · Август Хайм · Штефан Розенбауэр                              |
| Сабля Личное первенство     | Эндре Кабош | Джулио Гаудини | Ласло Райчаньи |
| Сабля Командное первенство  | Венгрия · Йенё Эрдейи · Аладар Геревич · Дьёрдь Пиллер-Йекельфалушши · Эндре Кабош · Ласло Райчаньи · Имре Райци   | Италия · Джулио Гаудини · Густаво Марци · Альдо Монтано · Винченцо Пинтон · Эмилио Салафия · Анджело Тревес                    | Польша · Владислав Добровольский · Лешек Лубич-Ныч · Владислав Сегда · Антони Собик · Мариан Суский · Тадеуш Фридрих |

### Женщины
| Дисциплина                  | Золото                                                                                         | Серебро                                                                     | Бронза |
| --------------------------- | ---------------------------------------------------------------------------------------------- | --------------------------------------------------------------------------- | --- |
| Рапира Личное первенство    | Илона Элек                                                                                     | Маргит Элек                                                                 | Хедвиг Хас |
| Рапира Командное первенство | Венгрия · Эрна Богати · Маргит Даньи · Илона Элек · Маргит Элек · Каталин Хорват · Илона Варга | Нацистская Германия · Хедвиг Хас · Хенни Юнгст · Ольга Элькерс · Лени Ослоб | Великобритания · Мэри Джеддес · Хитер Гиннесс · Гвендолин Нелиган · Катлин Стэнбери-Старбоур · Италия · Ада Бьяджини · Мариза Черани · Летиция Менегельи · Германа Швайгер |